# Copa Challenger de Voleibol Masculino
La Copa Challenger es una competición para equipos nacionales la cual se disputa en paralelo con la Liga de Naciones de Voleibol Masculino. Este torneo consta de 6 equipos no participantes en la edición actual de la Liga de Naciones de Voleibol y presenta un equipo anfitrión y cinco equipos de las cinco confederaciones continentales.
La Challenger Cup es celebrada antes de la respectiva Liga de Naciones de Voleibol y los ganadores clasificarán para el año que viene como equipo de promoción.
La primera edición se jugó entre el 20 y el 24 de junio de 2018 en Matosinhos, Portugal.
Un torneo equivalente para los equipos nacionales de las mujeres es la Copa Challenger de Voleibol Femenino.

## Palmarés
| Año  | Sede | | Final | Final | Final | | Tercer lugar                                                                                                | Tercer lugar                                                                                                | Tercer lugar                                                                                                | | Equipos |
| Año  | Sede | Campeón | Marcador | Subcampeón                                                                                                  | Tercer lugar                                                                                                | Marcador | Cuarto lugar                                                                                                | | | | Equipos |
| ---- | --- | --- | --- | --- | --- | --- | --- | --- | --- | --- | --- |
| 2018 | Matosinhos                                                                                                  | Portugal | 3–1 | República Checa                                                                                             | Estonia | 3–0 | Cuba | 6 | | | |
| 2019 | Ljubljana                                                                                                   | Eslovenia                                                                                                   | 3–0 | Cuba | Bielorrusia                                                                                                 | 3–1 | Turquía | 6 | | | |
| 2020 | Originalmente programado para celebrarse en Gondomar, Portugal, cancelado debido a la pandemia de COVID-19. | Originalmente programado para celebrarse en Gondomar, Portugal, cancelado debido a la pandemia de COVID-19. | Originalmente programado para celebrarse en Gondomar, Portugal, cancelado debido a la pandemia de COVID-19. | Originalmente programado para celebrarse en Gondomar, Portugal, cancelado debido a la pandemia de COVID-19. | Originalmente programado para celebrarse en Gondomar, Portugal, cancelado debido a la pandemia de COVID-19. | Originalmente programado para celebrarse en Gondomar, Portugal, cancelado debido a la pandemia de COVID-19. | Originalmente programado para celebrarse en Gondomar, Portugal, cancelado debido a la pandemia de COVID-19. | Originalmente programado para celebrarse en Gondomar, Portugal, cancelado debido a la pandemia de COVID-19. | Originalmente programado para celebrarse en Gondomar, Portugal, cancelado debido a la pandemia de COVID-19. | Originalmente programado para celebrarse en Gondomar, Portugal, cancelado debido a la pandemia de COVID-19. | Originalmente programado para celebrarse en Gondomar, Portugal, cancelado debido a la pandemia de COVID-19. |
| 2021 | Originalmente programado para celebrarse en Gondomar, Portugal, cancelado debido a la pandemia de COVID-19. | Originalmente programado para celebrarse en Gondomar, Portugal, cancelado debido a la pandemia de COVID-19. | Originalmente programado para celebrarse en Gondomar, Portugal, cancelado debido a la pandemia de COVID-19. | Originalmente programado para celebrarse en Gondomar, Portugal, cancelado debido a la pandemia de COVID-19. | Originalmente programado para celebrarse en Gondomar, Portugal, cancelado debido a la pandemia de COVID-19. | Originalmente programado para celebrarse en Gondomar, Portugal, cancelado debido a la pandemia de COVID-19. | Originalmente programado para celebrarse en Gondomar, Portugal, cancelado debido a la pandemia de COVID-19. | Originalmente programado para celebrarse en Gondomar, Portugal, cancelado debido a la pandemia de COVID-19. | Originalmente programado para celebrarse en Gondomar, Portugal, cancelado debido a la pandemia de COVID-19. | Originalmente programado para celebrarse en Gondomar, Portugal, cancelado debido a la pandemia de COVID-19. | Originalmente programado para celebrarse en Gondomar, Portugal, cancelado debido a la pandemia de COVID-19. |
| 2022 | Seúl | | Cuba | 3-1 | Turquía | | Corea del Sur                                                                                               | 3-2 | República Checa                                                                                             | | 8 |
| 2023 | Doha | | Turquía | 3-2 | Qatar | | Ucrania | 3-0 | Chile | | 8 |
| 2024 | Linyi | | China | 3-1 | Bélgica | | Egipto | 3-2 | Ucrania | | 8 |

## Medallero
- Actualizado hasta 2024.

| # | País            | Medalla de oro | Medalla de plata | Medalla de bronce | Total |
| - | --------------- | -------------- | ---------------- | ----------------- | ----- |
| 1 | Cuba            | 1              | 1                | 0                 | 2     |
| 1 | Turquía         | 1              | 1                | 0                 | 2     |
| 3 | Portugal        | 1              | 0                | 0                 | 1     |
| 3 | Eslovenia       | 1              | 0                | 0                 | 1     |
| 3 | China           | 1              | 0                | 0                 | 1     |
| 6 | República Checa | 0              | 1                | 0                 | 1     |
| 6 | Qatar           | 0              | 1                | 0                 | 1     |
| 6 | Bélgica         | 0              | 1                | 0                 | 1     |
| 9 | Bielorrusia     | 0              | 0                | 1                 | 1     |
| 9 | Estonia         | 0              | 0                | 1                 | 1     |
| 9 | Corea del Sur   | 0              | 0                | 1                 | 1     |
| 9 | Ucrania         | 0              | 0                | 1                 | 1     |
| 9 | Egipto          | 0              | 0                | 1                 | 1     |